# Bahnstrecke Cape Junction–Cape Jellison
| Streckenlänge: | 2 km                 |                                        |                                        |
| Spurweite: | 1435 mm (Normalspur) |                                        |                                        |
| Zweigleisigkeit: | –                    |                                        |                                        |
| |                      |                                        |                                        |
| Gesellschaft: | zuletzt BAR          |                                        |                                        |
| \| \| \| Strecke von South Lagrange \| \| \| \| 0 \| Strecke nach Searsport (Cape Junction) \| Strecke nach Searsport (Cape Junction) \| \| \| \| Penobscot Bay \| \| \| \| 2 \| Cape Jellison ME \| Cape Jellison ME \| |                      |                                        |                                        |
| Strecke |                      | Strecke von South Lagrange             | Strecke von South Lagrange             |
| Abzweig ehemals geradeaus, nach rechts und ehemals von rechts | 0                    | Strecke nach Searsport (Cape Junction) | Strecke nach Searsport (Cape Junction) |
| Brücke über Wasserlauf (Strecke außer Betrieb) |                      | Penobscot Bay                          | Penobscot Bay                          |
| Betriebs-/Güterbahnhof Streckenende (Strecke außer Betrieb) | 2                    | Cape Jellison ME                       | Cape Jellison ME                       |

Die Bahnstrecke Cape Junction–Cape Jellison ist eine stillgelegte Eisenbahnstrecke in Maine (Vereinigte Staaten). Sie ist nur etwa zwei Kilometer lang und band den Hafen auf Cape Jellison an die Hauptstrecke der Bangor and Aroostook Railroad (BAR) an. Die normalspurige Strecke wurde am 27. November 1905 zusammen mit der anschließenden Hauptstrecke durch die Northern Maine Seaport Railroad (NMSR) in Betrieb genommen und diente ausschließlich dem Güterverkehr. Ab 7. Juli 1907 führte die BAR den Betrieb, nachdem sie die NMSR gepachtet hatte. Nachdem 1924 in Searsport ein neuer Hafen eröffnet wurde, verlor die Strecke ihren Zweck und wurde 1925 stillgelegt und abgebaut. Die Brücke über die Penobscot Bay wurde abgerissen. An gleicher Stelle, aber in anderem Winkel entstand später eine Straßenbrücke. Ein kurzer Abschnitt der ehemaligen Trasse wird heute durch eine Nebenstraße benutzt.